# System Dowdinga

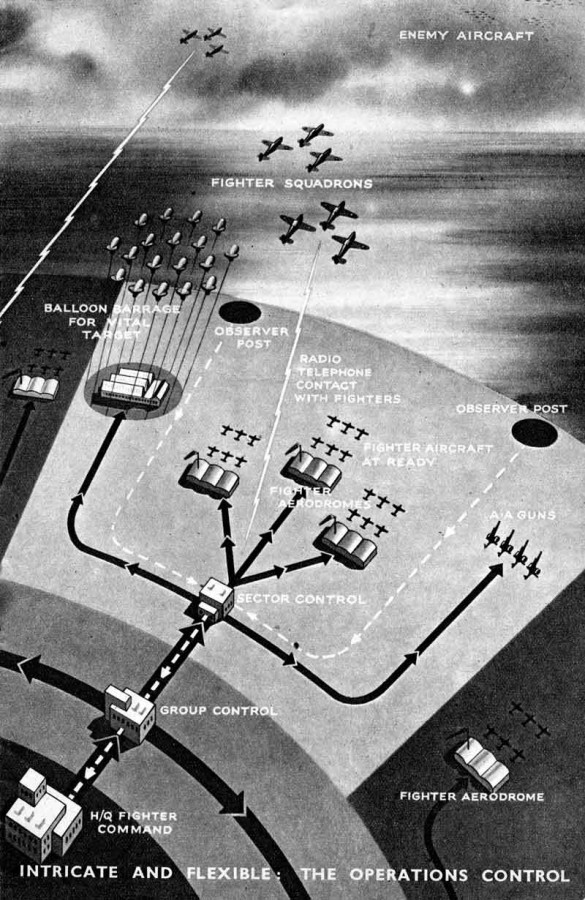
Ilustracja przedstawiająca działanie systemu Dowdinga

System Dowdinga (ang. Dowding system) – brytyjska sieć obrony przeciwlotniczej, która zapewniła Zjednoczonemu Królestwu decydującą przewagę nad nazistowskimi Niemcami podczas bitwy o Anglię w 1940 w czasie II wojny światowej. System Dowdinga – nazwany tak na cześć Naczelnego Dowódcy RAF-u Hugh Dowdinga – połączył technologię, zabezpieczenia naziemne i samoloty myśliwskie w jednolity system obrony. System nie tylko kontrolował siły myśliwców, ale także inne elementy sieci obronnej, w tym działa i reflektory przeciwlotnicze oraz balony zaporowe.
System miał wyraźnie zdefiniowany łańcuch dowodzenia, umożliwiając kontrolę zarówno przepływu informacji wywiadowczych na temat napływających niemieckich nalotów, jak i komunikacji rozkazów.
RAF Fighter Command zorganizował obronę Wielkiej Brytanii na czterech obszarach geograficznych, zwanych „Grupami”:
- 10 Grupa pod wodzą marszałka lotnictwa Quintina Branda, obejmującego południowo-zachodnią Anglię i Walię,
- 11 Grupa pod wodzą marszałka lotnictwa Keitha Parka, obejmującego Londyn i południowy wschód,
- 12 Grupa pod wodzą marszałka lotnictwa Trafforda Leigh-Mallory’ego, obejmującego English Midlands, East of England i części północnej Anglii,
- 13 Grupa pod wicemarszałkiem lotnictwa Richardem Saulem, obejmująca pozostałą część północnej Anglii, południe Szkocji i Irlandię Północną.

„Grupy” zostały podzielone dodatkowo na sektory. Główne lotnisko myśliwskie w każdym sektorze, zwane stacją sektorową, zostało wyposażone w salę operacyjną, z której przekazywano pilotom rozkazy do walki powietrznej z Niemcami.
Sieć stacji radarowych rozstawionych wzdłuż południowych i wschodnich wybrzeży, zwanych stacjami CH (Chain Home), umożliwiała wczesne ostrzeżenie przed Niemcami, gdy zbliżali się do Wielkiej Brytanii. Jeśli radar był odsunięty od brytyjskiego wybrzeża nie mógł wykryć samolotów, gdy znajdowały się w głębi lądu. Chociaż sieć stacji Chain Home Low została zbudowana w celu wykrywania nalotów na wysokości poniżej 305 metrów (1000 stóp), radar mógł nadal mieć problemy z wykryciem nisko lecącego samolotu. Dodatkowe informacje dostarczali zatem członkowie Royal Observer Corps (ROC), którzy obserwując na niebie nadlatujące niemieckie samoloty zgłaszali to zwierzchnikom.
Informacje o napływających nalotach przekazywano do Filter Room (ściśle tajna część RAF Fighter Command) w Bentley Priory, centralnym ośrodku systemu Dowdinga. Po ustaleniu kierunku nalotu informacje były przesyłane do kwatery głównej „Grupy”. Stamtąd były wysyłane do Stacji Sektorowych, które alarmowały alianckich pilotów. Stacje sektorowe otrzymywały zaktualizowane informacje, gdy tylko stały się dostępne i wykorzystywały radio do naprowadzania pilotów już w powietrzu. Informacje dostarczone przez Royal Observer Corps były filtrowane w Kwaterze Głównej ROC, a następnie wysyłane do Kwatery Głównej RAF Fighter Command lub bezpośrednio do Kwatery Głównej „Grupy” i Stacji Sektorowych.
System Dowdinga mógł bardzo szybko przetwarzać ogromne ilości informacji. Była to znacząca część brytyjskiego sukcesu w bitwie o Anglię. Wczesne ostrzeżenie dało brytyjskiej obronie przeciwlotniczej czas, aby przechwycić niemieckie naloty i pozwoliło Dowództwu RAF Fighter Command zarządzać jego cennymi – i stosunkowo ograniczonymi – zasobami, upewniając się, że nie zostały zmarnowane.

## Źródło
- Imperial War Museum: What was the „Dowding System”? (ang.)